# Fünfjahresplan

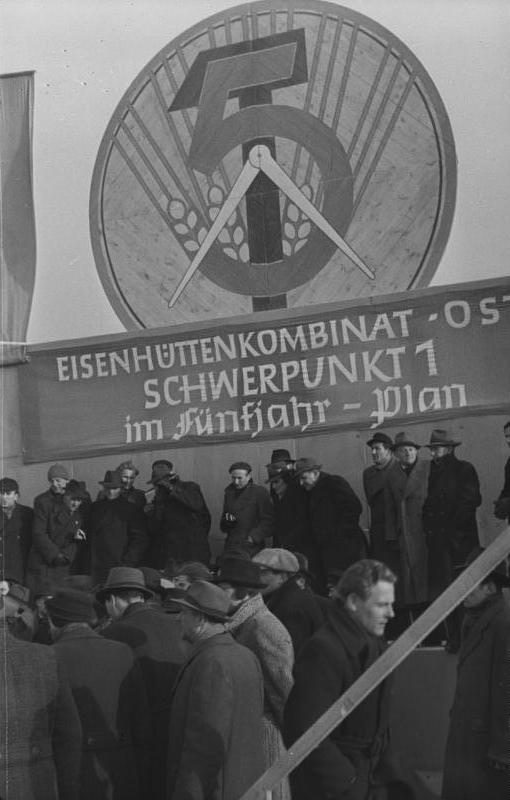
Grundsteinlegung zum Eisenhüttenkombinat Ost – Auftakt zum Fünfjahrplan am Neujahrstag 1951.

Aktivist des Fünfjahrplanes – Auszeichnung der DDR von 1953

Ein Fünfjahresplan, auch Fünfjahrplan oder 5-Jahres-Plan (aus russisch пятилетка/pjatiletka), ist ein in Zentralverwaltungswirtschaften übliches Instrument der Planung volkswirtschaftlicher Aktivitäten. Sie enthalten in der Regel Zuweisungen von Fonds und Ressourcen sowie Vorgaben für zu erbringende Produktion und Dienstleistungen. Die Pläne legen viele ökonomische Variablen fest, unter anderem Investitionen, Preise und Löhne.
Die Volksrepublik China, Vietnam und Nordkorea strukturieren heute noch ihre Wirtschaftsplanung in Fünfjahresplänen.
Als Argument für die Aufstellung von Plänen wurde unter anderem angeführt, dass Marktkräfte nicht für eine bedarfsgerechte Verteilung von Ressourcen unter der Bevölkerung sorgen würden. Wesentlicher Kritikpunkt an Plänen ist, dass sie durch die Unterbindung von Wettbewerb den Fortschritt hemmen, dass es grundsätzlich unmöglich ist, die Komplexität einer gesamten Volkswirtschaft zu erfassen und auf Jahre hinaus zu planen.

## Anwendungen

### Albanien
Die Sozialistische Volksrepublik Albanien steuerte von 1951 bis 1990 ihre Wirtschaft mittels Fünfjahresplänen.

### Bhutan
Das Königreich Bhutan setzt seit 1961 Fünfjahrespläne zur gezielten Entwicklung des Landes ein. Die Ziele dieser Pläne bisher waren z. B. Aufbau der Verkehrsinfrastruktur, Ausbau der Wasserkraft, Förderung der Industrie und Landwirtschaft, Reduktion der Armut sowie zunehmende Selbstständigkeit und Selbstversorgung. Die Planung und Aufsicht darüber hat die "Kommission für das Bruttonationalglück".

### China
Die Volksrepublik China verwendet Fünfjahrespläne zur Planung der Volkswirtschaft. Gegenwärtig ist der 14. Fünfjahresplan in Kraft, der von 2021 bis 2025 gilt. Um die Auswirkungen von unvorhersehbaren Entwicklungen im Ausland auf die chinesische Volkswirtschaft zu minimieren, wurden mit dem 14. Fünfjahresplan zwei weitgehend getrennte Wirtschaftskreisläufe eingeführt:
- Die Binnenwirtschaft (国内循环), die von der Kommission zur Kontrolle und Verwaltung von Staatsvermögen über das System der Zentral Verwalteten Unternehmen relativ einfach gesteuert werden kann und durch die Entwicklung der chinesischen Industrie mittlerweile von Importen aus dem Ausland weitgehend unabhängig ist.
- Die Außenwirtschaft (国际循环), über die mittels Exporten zusätzliche Einnahmen generiert werden.[3][4]

Anders als zuvor legte die chinesische Regierung im 14. Fünfjahresplan keine eindeutigen Wachstumsziele fest. Man werde das „Wachstumstempo in einem vernünftigen Bereich“ halten und „jährliche Ziele basierend auf spezifischen Bedingungen festlegen“. Hiermit wurde erstmals nach außen qualitatives gegenüber quantitativem Wachstum priorisiert.

### Deutschland

#### Drittes Reich

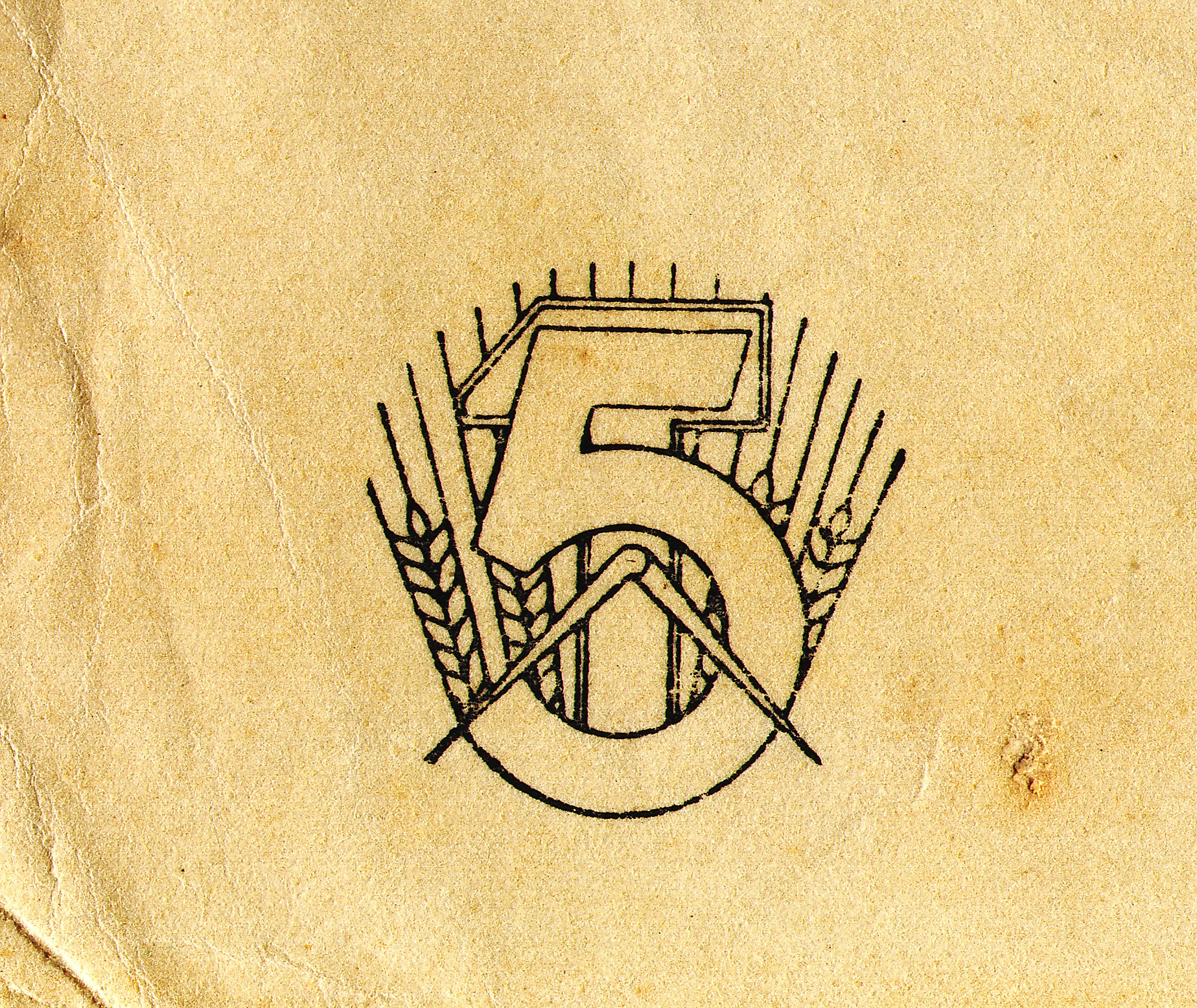
Signet des DDR-Fünfjahresplans von 1951

Während der Zeit des Nationalsozialismus gab es ab 1936 den Vierjahresplan, der gelegentlich mit dem Fünfjahrplan verglichen wurde. Gleichsetzungen sind jedoch nur eingeschränkt möglich, da der Vierjahresplan gänzlich auf die Entwicklung der militärischen Rüstung ausgerichtet war, während der Fünfjahrplan ein umfassendes Entwicklungskonzept der gesamten Volkswirtschaft darstellte. Natürlich ist hierbei auch die unterschiedliche Grundlage der Wirtschaft (hier staatliche gelenkte, dort verstaatlichte Industrie) von Bedeutung.

#### DDR
Nach einem Zweijahresplan (1949–1950) setzte man auch in der DDR auf den Fünfjahrplan.
Nach dem ersten (1951–1955) und zweiten (ab 1958) Fünfjahrplan wollte man 1959 den Siebenjahrplan einführen, der jedoch nur bis 1963 dauern sollte und von 1963 bis 1970 als Perspektivplan galt und in einzelnen Jahresplänen konkretisiert wurde. Fünfjahrpläne wurden von der Staatlichen Plankommission aufgestellt und enthielten Zuweisungen von Fonds bzw. Ressourcen und Vorgaben für zu erbringende Produktion und Dienstleistungen. Die Vorgabe der zu produzierenden Güter erfolgte nicht nach der Nachfrage, sondern aufgrund zentraler Mengenvorgaben, welche abwertend als Tonnenideologie bezeichnet wurde.

#### Bundesrepublik
Aktuell werden in Deutschland Fünfjahrespläne nach BSWAG für den Ausbau von Schienenwegen erstellt.

### Frankreich
In Frankreich werden seit 1947 Jahrespläne aufgestellt, beginnend mit dem ersten Plan 1947 bis 1953, dem Monnet-Plan. Der zehnte Jahresplan reichte von 1989 bis 1992. Die Zukunft der Planification ist derzeit in Frankreich im politischen Beratungsprozess.

### Indien
Die indischen Regierungen setzten vor der Liberalisierung der 1990er Jahre auf Fünfjahrespläne. Der erste Fünfjahresplan war 1954–1956 in Kraft.

### Japan
Die LDP-Regierungen in Japan haben von 1955 bis 1980 ebenfalls Fünfjahrespläne für die japanische Volkswirtschaft aufgestellt.

### Nordkorea
In Nordkorea wurde 2016 zum ersten Mal seit 1980 ein Fünfjahresplan angekündigt, der die Effizienz der wirtschaftlichen Schlüsselbereiche steigern soll. Ein Schwerpunkt liegt dabei auf dem Energiesektor. Das Ziel sei, den Lebensstandard der Bevölkerung zu heben und den Zustand der international isolierten Wirtschaft zu verbessern.
Zudem will man das Atomwaffenarsenal ausbauen, beteuerte aber, man werde es nur bei einer Bedrohung einsetzen. Der aktuelle Fünfjahresplan sieht außerdem vor, weitere Satelliten zu starten. Dies sei die Grundlage für den Flug zum Mond. Man hoffe, dass dies innerhalb von zehn Jahren geschehe.

### Sowjetunion

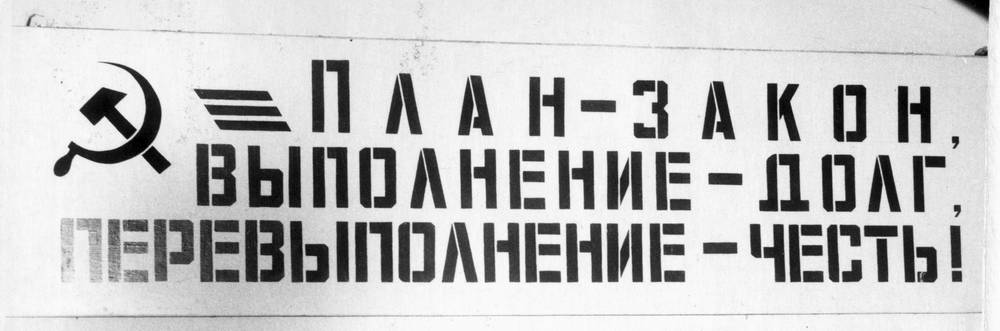
Diese sowjetische Losung sagt: Der Plan ist Gesetz. Seine Erfüllung ist Pflicht. Seine Übererfüllung ist uns Ehre!

In den Ländern des Rates für Gegenseitige Wirtschaftshilfe war der Fünfjahrplan (russisch пятилетка/pjatiletka, пятилетний план/pjatiletni plan) ein übliches Instrument zur Planung volkswirtschaftlicher Aktivitäten. Seit 1928 erarbeitete und überwachte Gosplan, das Komitee für die Wirtschaftsplanung der Sowjetunion, die Fünfjahrespläne, um im bisherigen Agrarstaat eine Rüstungsindustrie aufzubauen (s. Industrialisierung der Sowjetunion). 1956 wurde in der Sowjetunion gar ein Siebenjahrplan eingeführt, später kehrte man wieder zu den Fünfjahrplänen zurück. Der zwölfte und letzte Fünfjahrplan der Sowjetunion währte von 1985 bis 1990. Der nachfolgende 13. Fünfjahrplan wurde bereits 1991 wegen der Auflösung der Sowjetunion vorzeitig abgebrochen. Der Asteroid (2122) Pyatiletka wurde am 50. Jahrestag des ersten Fünfjahresplan der Sowjetunion nach ebendiesem benannt.

### Südkorea
Südkorea plante seinen wirtschaftlichen Aufschwung ab 1961 unter Park Chung-hee ebenfalls in Fünfjahresplänen.

### Tschechoslowakei
In der Tschechoslowakei gab es Wirtschaftspläne zwischen 1947 und 1990:
- 1947–1948 – nur Zweijahresplan
- 1. Fünfjahresplan 1949–1953
- 2. Fünfjahresplan 1956–1960
- 3. Fünfjahresplan 1961–1965 (wegen Nichterfüllung aufgehoben)
- 4. Fünfjahresplan 1966–1970
- 5. Fünfjahresplan 1971–1975
- 6. Fünfjahresplan 1976–1980
- 7. Fünfjahresplan 1981–1985
- 8. Fünfjahresplan 1986–1990